# Clivia gardenii
Clivia gardenii là một loài thực vật có hoa trong họ Amaryllidaceae. Loài này được Hook. mô tả khoa học đầu tiên năm 1855.